# كريستيانو بيراغي
كريستيانو بيراغي (بالإيطالية: Cristiano Biraghi)‏ (1 سبتمبر 1992 في إيطاليا - ) هو لاعب كرة قدم إيطالي في مركز الظهير. شارك مع منتخب إيطاليا تحت 19 سنة لكرة القدم ومنتخب إيطاليا تحت 21 سنة لكرة القدم ومنتخب إيطاليا لكرة القدم للدرجة الثانية ‏. أما مع النوادي، فقد لعب مع أتالانتا وإنتر ميلان وكييفو فيرونا ونادي سيتاديلا ونادي غرناطة ونادي كاتانيا ويوفي ستابيا.

## وصلات خارجية
- كريستيانو بيراغي على موقع الاتحاد الأوربي (الإنجليزية)
- كريستيانو بيراغي على موقع إي إس بي إن إف سي (الإنجليزية)
- كريستيانو بيراغي على موقع قاعدة بيانات كرة القدم.إي يو (الإنجليزية)
- كريستيانو بيراغي على موقع ليكيب (الفرنسية)
- كريستيانو بيراغي على موقع ناشيونال فوتبول تيمز (الإنجليزية)
- كريستيانو بيراغي على موقع Soccerbase.com (لاعب) (الإنجليزية)
- كريستيانو بيراغي على موقع Soccerway.com (الإنجليزية)
- كريستيانو بيراغي على موقع عالم كرة القدم.نت (الإنجليزية)
- كريستيانو بيراغي على موقع AS.com (الإسبانية)